# ジョン・デゲンコルプ
ジョン・デーゲンコルプ（John Degenkolb、1989年1月7日 - ）は、ドイツ・ゲーラ出身の自転車競技（ロードレース）選手。

## 来歴
2007年
- ジュニア世界選手権自転車競技大会 個人タイムトライアル(ITT) 2位

2008年、テューリンガー・エネルギー・チームと契約。
- ロードレース世界選手権・U23 個人ロードレース 3位

2010年
- ドイツ選手権 U23個人ロードレース 優勝
- テュリンゲン・ルントファールト 総合優勝
- ロードレース世界選手権・U23 個人ロードレース 2位

2011年、チーム・HTC - ハイロードに移籍。
- ルント・ウム・デン・フィナンツプラッツ・エシュボルン＝フランクフルト 優勝
- クリテリウム・デュ・ドフィネ 区間2勝(第2、4)

2012年、アルゴス・シマノに移籍。
- ミラノ〜サンレモ 5位
- E3・ハレルベーク 6位
- ダンケルク4日間レース 総合3位
- ツール・ド・ピカルディ 総合優勝
- ツール・ド・ポローニュ 区間1勝(第7)
- ブエルタ・ア・エスパーニャ
  - 区間5勝（第2、第5、第7、第10、第21ステージ）
- グランプリ・ディスベルグ 優勝
- ロードレース世界選手権・個人ロードレース 4位

2013年
- ロンド・ファン・フラーンデレン 9位
- ジロ・デ・イタリア
  - 区間1勝(第5)
- ヴァッテンフォール・サイクラシックス 優勝
- パリ～ツール 優勝

2014年
- ヘント〜ウェヴェルヘム 優勝
- ブエルタ・ア・エスパーニャ ポイント賞
  - 区間4勝（第4、第5、 第12、 第17ステージ）

2015年
- ミラノ～サンレモ 優勝
- パリ〜ルーベ 優勝

この優勝は第1回大会のヨーゼフ・フィッシャー (当時はドイツ帝国) 以来2人目となるドイツ人による優勝だった。
- ブエルタ・ア・エスパーニャ 区間1勝(第21)

2016年
- 1月にトレーニング中、車道を逆走してきた自動車と衝突事故を起こし負傷。目標としていた春のクラシックレースなどシーズン前半を棒に振ったが、夏から秋にかけてのレースで結果を残した。
- ユーロアイズ・サイクラシックス 2位
- シュパルカセン・ミュンスターラント・ギーロ 優勝

2017年
- トレック・セガフレードへ移籍。
- ドバイ・ツアー　区間優勝（第3ステージ）

2018年
- チャレンジ・ブエルタ・ア・マリョルカ　優勝（第1,4戦）
- ツール・ド・フランス　区間優勝（第9ステージ）
  - 開催前から注目されていた通称ルーベステージにて、復活の優勝をあげた[2]。

2019年
- ツール・ド・ラ・プロヴァンス　区間優勝（第4ステージ）
- ヘント〜ウェヴェルヘム　2位

2020年
- ロット・スーダルへ移籍。
- ツール・ド・ルクセンブルク　区間優勝（第3ステージ）

2021年
- 2010年以来となる年間0勝に終わった。
- エシュボルン＝フランクフルト 2位

2022年
- 古巣の後継チームであるチームDSMに移籍した。